# Пісня жайворонка
«Пісня жайворонка» (англ. The Song of the Lark) — роман американської письменниці Вілли Катер, написаний 1915 року. Це її третій опублікований роман.
У книзі розповідається про талановиту артистку, яка народилася в маленькому містечку в Колорадо, яка відкриває та розвиває свій співочий голос. Її історія розповідається на тлі бурхливого американського Заходу, де вона народилася в містечку вздовж залізничної лінії. Події також охоплюють стрімко зростаючий Чикаго на межі ХХ століття та порівняння її майстерності з європейськими співаками. Теа Кронборг дорослішає, вивчає себе, свої сильні сторони та свій талант, допоки не досягає успіху.
Назва та обкладинка першого видання походять із однойменної картини Жуля Бретона 1884 року, що є частиною колекції Чиказького інституту мистецтв.

## Введення сюжету

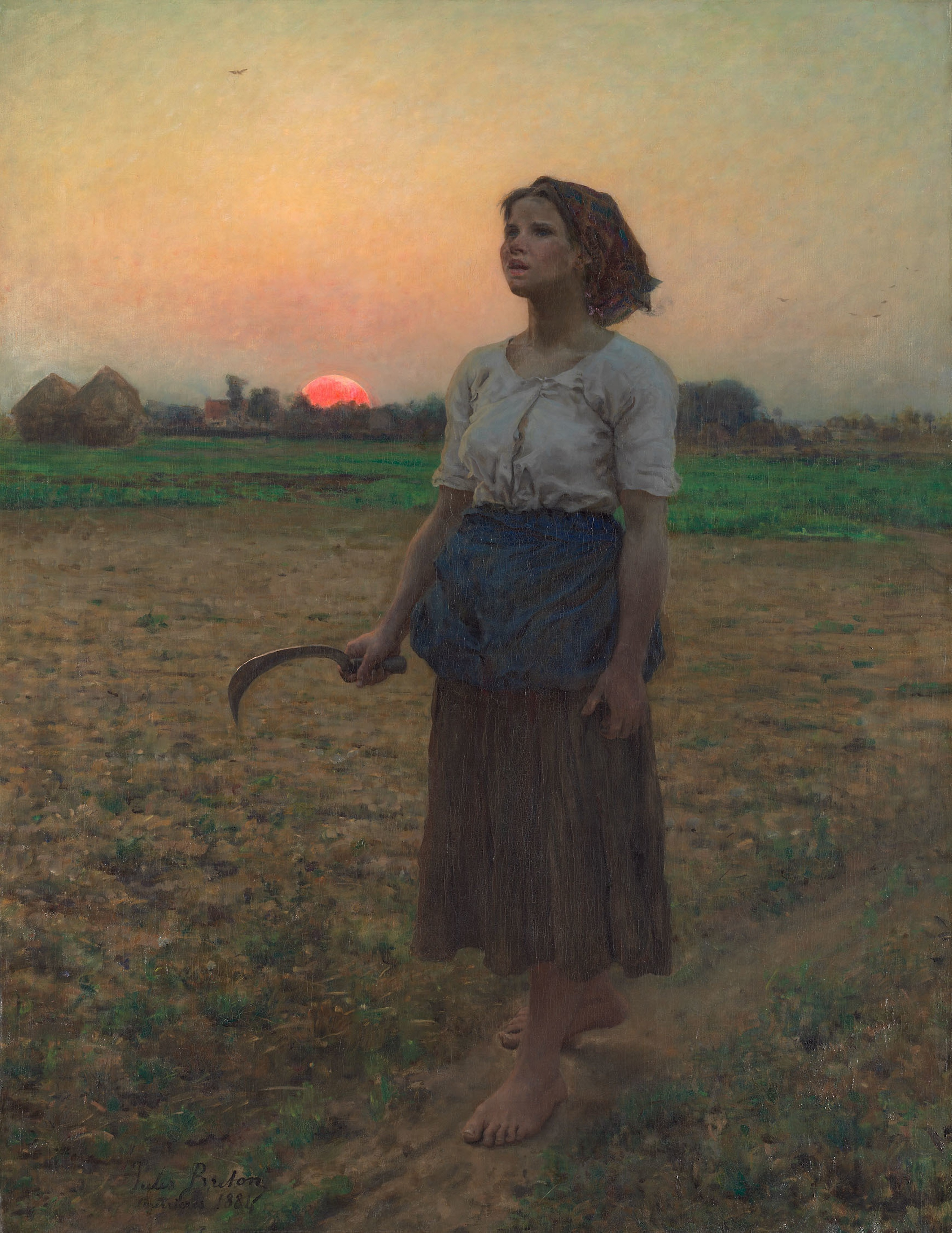
«Пісня жай'воронка» (1884) Жуля Бретона, картина, яка надихнула назву книги

Дія роману «Пісня жайворонка» розгортається у 1890-х роках у Мунстоуні, вигаданому містечку в штаті Колорадо. Амбітна молода героїня, Теа Кронборг, залишає рідне місто і їде до Чикаго, щоб здійснити свою мрію — стати добре підготовленою піаністкою, кращою учителькою гри на фортепіано. Коли її викладач чує її голос, він розуміє, що це її справжній мистецький дар. Він заохочує її продовжувати навчання вокалу замість фортепіано, кажучи: «Твій голос вартий всього, що ти можеш в нього вкласти. Я не прийшов до цього рішення необдумано» (Частина II, Розділ 7). У пошуках цього вона їде до Дрездена, потім до Нью-Йорка, де співає в операх. Її життєвим орієнтиром завжди залишається рідне місто і люди, яких вона там зустріла.
У романі показано незалежність Теа, її сильну трудову етику та її сходження до найвищих досягнень. На кожному кроці на цьому шляху усвідомлення посередності своїх ровесників підштовхує її до вищих рівнів досягнень, але в процесі сходження вона мусить відкинути ті стосунки, які більше не служать їй.

## Сюжет

### Частина І. Друзі дитинства
У місті Мунстоун, штат Колорадо, лікар Арчі допомагає пані Кронборг народити сина Тора. Лікар піклується про їхню доньку Теа, яка хворіє на пневмонію. Наступного року Теа їде до Колерів на уроки гри на фортепіано з Вуншем і займається щодня по дві години (або по чотири години, якщо школа не працює). Лікар їде до іспанця Джонні, який захворів. Пізніше Рей Кеннеді виїжджає на природу з Джонні, його дружиною, Теа, Акселем і Ганнером. Хоча їй лише дванадцять, а йому тридцять, Рей мріє одружитися з нею, коли вона подорослішає. Вони розповідають історії про те, як розбагатіли на срібних копальнях на Заході.
Перед Різдвом Теа грає на фортепіано на концерті, але міська газета хвалить її суперницю Лілі, що засмучує Теа, адже вона хотіла співати, а не виконувати інструментальну п'єсу. Тіллі відмовляє місцевому драматичному гуртку, який запропонував Теа зіграти роль у п'єсі «Хлопчик-барабанщик з Шайло», знаючи, що акторство не є талантом її племінниці. Після Різдва Вунш розповідає Теа про іспанського оперного співака, який міг би заспівати партію альта Крістофа Віллібальда Глюка. Вона співає для нього. Він каже, що їй потрібно вивчити німецьку, щоб співати багато хороших пісень. Вунш так напивається, що поводиться погано і завдає собі шкоди. Через десять днів усі його учні припиняють з ним заняття, і він їде з міста. Невдовзі Теа кидає школу і береться за його учнів; у п'ятнадцять років вона починає працювати на повну ставку.
Тея з матір'ю насолоджуються поїздкою до Денвера на вантажному потязі Рея, їдучи у вагоні. Дорогою вони зупиняються пообідати зі станційним агентом в одному з містечок. Тієї осені пан Кронборг наполягає, щоб Теа допомагала на молитовному зібранні в середу, граючи на органі та виконуючи гімни, і вона це робить. У п'ятнадцять років релігія спантеличує Теа, коли тиф вбиває її однокласників, а місцевого волоцюгу, джерело інфекції, змушують покинути місто; вона задається питанням, чи не каже Біблія, що люди повинні допомагати йому. Доктор Арчі каже їй, що люди повинні дбати про себе самі. Дорогою з Мунстоуна до Саксонії поїзд Рея потрапляє в аварію, і наступного дня він емоційно прощається з Теа перед смертю. Після похорону доктор Арчі повідомляє пану Кронборгу, що Рей заповів Теа шістсот доларів, щоб вона поїхала до Чикаго і вивчала там музику. Батько погоджується відпустити її, незважаючи на те, що їй лише сімнадцять.

### Частина ІІ. Пісня жайворонка
У Чикаго Тея оселяється поруч із парафією шведської реформатської церкви разом із двома німкенями. Вона співає в хорі та на похоронах за стипендію, а також бере уроки гри на фортепіано у пана Гарсані. Коли пан Гарсані дізнається, що Теа співає в церковному хорі, він просить її заспівати. Він дуже вражений її голосом. Пізніше він зустрічається з диригентом Чиказького оркестру і запитує його, хто є найкращим викладачем вокалу в цьому регіоні; це Медісон Баверс. Після цього він розлучається з Теа, пояснюючи, що її голос — це її справжній мистецький дар, а не гра. Після кількох тижнів уроків співу вона їде потягом назад до Мунстоуна на літні канікули. Вона виросла. Вона йде на мексиканський бал з іспанцем Джонні і співає для них, вперше відчуваючи насолоду від публіки. Повернувшись додому, Анна докоряє їй за те, що вона співає для них, а не для церкви їхнього батька. Восени вона повертається до Чикаго.

### Частина III. Дурні обличчя
У Чикаго Теа переїжджає з одного будинку в інший. Щодня вона бере уроки співу, а після обіду працює акомпаніатором у більш здібних учнів Баверса. Вона втомлюється від них, не всім подобаються теплі та інтелігентні Гарсани. На уроках з'являється Фред Оттенбург, чоловік освічений, жвавий і ближчий до неї за віком, ніж усі її вчителі-чоловіки. Він знайомить її з Натанмаєрами, єврейською родиною, яка любить оперну музику і її манеру співу. Вони запрошують її співати на своїх музичних вечорах, допомагаючи їй з відповідним одягом. Теа підхоплює інфекцію і не може повністю одужати; їй потрібна перерва у звичному середовищі пустелі, але вона не повернеться до сім'ї, доки не досягне певних успіхів. Фред пропонує їй провести літо на ранчо в Арізоні, де збереглися будинки стародавніх народів на скелях, які Тея так давно мріяла побачити.

### Частина IV. Стародавні люди
Тея виходить з потяга у Флагстаффі, штат Арізона, і бачить піки Сан-Франциско, щоб дістатися до будинку Бітмерів. Вона відновлює своє здоров'я, проводячи дні в каньйоні, відпочиваючи в одному зі стародавніх жител на скелях, розділяючи їжу з містером і місіс Бітмер. У моменти усамітнення вона краще пізнає себе. У липні до неї приєднується Оттенбург. Після довгих відвертих розмов вони цілуються. Вони ховаються від сильного шторму, а потім у темряві повертаються на ранчо, де їх зустрічає Бітмер з ліхтарем. Вони обговорюють, що буде далі; Теа думає, що закохана, і думає про те, щоб взяти з ним шлюб. Фред пропонує відвідати Мехіко, перш ніж відвезти її до Німеччини, де, на його думку, її місце для співу. Оттенбург не розповідає їй, що одружився вісім років тому, хоча більшість цих років вони з дружиною жили на відстані, підтримуючи видимість.

### Частина V. Затія доктора Арчі
У Денвері доктор Арчі отримує телеграму від Теа, яка викликає його до Нью-Йорка і просить позичити їй грошей на навчання співу в Німеччині. Фред розповів Теа про свій шлюб у Мехіко, і Тея приймає його, але дає зрозуміти, що його перший шлюб накладає на них певні обмеження. Вона розповідає про це Арчі. У Нью-Йорку вона каже Фреду, що поїде і не прийме його фінансової допомоги. Арчі йде на вечерю з Оттенбургом і Теа. Наступного дня Фред їде доглядати за вмираючою матір'ю. Теа обмірковує ризики своїх амбіцій, усвідомлює, що вона ще молода, їй лише 20, і вирушає до Німеччини.

### Частина VI. Кронборг
Через десять років після від'їзду Теа до Німеччини доктор Арчі живе в Денвері після того, як його інвестиції в гірничодобувну промисловість стали успішними, а дружина померла. Його життя налагодилося. Він займався політикою, але тепер втомився від неї. Він хоче поїхати до Нью-Йорка, як і Фред, де виступає Теа. Він не бачив її десять років. Через чотири роки після її від'їзду до Німеччини від хвороби помер батько Теа, і пані Кронборг почала не справлятися без нього. Теа дуже хотіла повернутися додому до матері, але в оперній трупі в Дрездені для неї відкрилася можливість ще до того, як вона змогла повернутися додому. Доктор Арчі намагається підтримати дух пані Кронборг, але вона помирає. Теа вже повернула позику доктору Арчі.
У Нью-Йорку Теа виступає в Метрополітен-опера. Доктор Арчі та Фред приходять на її виступ. Вони троє — добрі друзі. Фред досі прив'язаний до своєї дружини, яка останні сім років перебуває в санаторії, але він прагне виховувати сина. В останню хвилину Теа просять замінити хвору співачку, і вона дуже добре виступає. Тоді Теа оголошують, що вона співатиме всю партію Зіглінди в програмі. Ця роль добре підходить для її голосу. Окрім Арчі та Фреда, в залі присутні ще двоє людей з її минулого — Гарсані, її вчитель з Чикаго, та іспанець Джонні, мексиканський мандолініст з Мунстоуна, які глибоко насолоджуються її грою, так само як і вся публіка. В епілозі Тіллі Кронборг перебуває в Мунстоуні, радіючи успіхам своєї племінниці в опері. Вона згадує, що чула знамениту Кронборг, коли опера гастролювала в Канзас-Сіті, і вона щаслива.

## Дійові особи
Мунстоун
- Теа Кронборг — головна героїня, яка живе у Мунстоуні, штат Колорадо. На початку роману їй 11 років. Після навчання в Чикаго вона стає відомою оперною співачкою в Дрездені та Нью-Йорку.
- Доктор Говард Арчі — молодий міський лікар у Мунстоуні. Він є другом Теа на все життя, який надає їй фінансову підтримку, якою вона в свою чергу віддячує йому. Після того, як він овдовіє, його інвестиції в срібні копальні приносять чималі прибутки, і він переїжджає до Денвера.
- Місіс Арчі: дружина доктора Арчі, уроджена Белль Вайт. Познайомилася з чоловіком у Лансінгу, штат Мічиган. Вона нудна, ощадлива жінка. Вона гине в пожежі, яку, ймовірно, спричинила, користуючись небезпечним миючим засобом. Вогонь повністю спалив будинок, приблизно через чотири роки після того, як її чоловік побачив Тею в Нью-Йорку.
- Ларрі: хлопчик на побігеньках доктора Арчі.
- Преподобний містер Пітер Кронборг: батько сімох дітей, включаючи Теа. Він — методистський священик. Народився у скандинавській колонії в Міннесоті, а до школи ходив в Індіані.
- Пані Кронборг: дружина Петера і мудра мати Теа, яка розуміє, чим обумовлений талант її доньки.
- Анна: старша сестра Теа, яка стає побожною методисткою. Дві сестри не дуже схожі між собою.
- Тор Кронборг: новонароджений, коли починається історія, і одинадцятирічна Теа часто піклується про нього. Коли доктор Арчі живе в Денвері, Тор ремонтує і водить його автомобіль, як його шофер. За словами доктора Арчі, він народився в очікуванні винайдення автомобіля.
- Діти Кронборгів: Гас (продавець у галантерейному магазині, 19 років), Чарлі (працює в магазині кормів, 17 років), Анна (старша дочка, старшокласниця), Теа (вимовляється як Тей, 11 років), Аксель (7 років), Ганнер і Тор (немовля).
- Тітка Тіллі Кронборг: неодружена сестра преподобного Кронборга, яка живе з родиною свого брата. Їй 35 років. Наприкінці роману вона живе в Мунстоуні і з радістю озирається на співочу кар'єру Теа.
- Професор А. Вунш: вчитель музики в Мунстоуні, близько 50 років, невисокий і кремезний, який визнає талант Теа. Кілька років він живе з Колерами, а потім переїжджає до іншого міста. Доктор Арчі бачить у ньому людину, яка має проблеми з алкоголем. Він викладав у Сент-Луїсі та Канзас-Сіті.
- Іспанець Джонні: майстер з виготовлення упряжі в мексиканському містечку Мунстоун. До переїзду в Мунстоун був художником і декоратором у Тринідаді, штат Колорадо. Він грає на мандоліні. Його повне ім'я Хуан Телламантес. Він присутній у залі під час виступу Теа у Нью-Йорку.
- Пані Телламантес: дружина Джонні, після смерті якої чоловік стає мандрівним музикантом.
- Фамос Серренос: іспанський двоюрідний брат Джонні. Працює на шахті в Мунстоуні.
- Пані Пауліна Колер: жінка родом з долини Рейну і погано говорить англійською. Її сини виросли і працюють на залізниці, подорожують. Вона має чудовий сад у сухому Мунстоуні з фруктовими деревами, виноградною лозою, європейськими липами, овочами та квітами. Вона доглядає за одягом пана Вунша, тому він користується повагою як вчитель музики.
- Пан Фріц Колер: чоловік Пауліни і місцевий кравець, який любить випити з паном Вуншем.
- Пані Смайлі, власниця млинарської майстерні.
- Біллі Бімер — старий п'яниця, який загинув, граючись з паровозиком.
- Рей Кеннеді: провідник вантажного поїзда, 30 років, друг родини Кронборгів. У вихідні дні він бере Теа на прогулянки до визначних місць, до яких можна легко дістатися на коні чи візку, особливо до піщаних гір. Він хоче одружитися з Теа, але гине в залізничній катастрофі, не дочекавшись її повноліття.
- Джо Гідді: гальмівник Рея, який насолоджувався поїздкою з Теа та її матір'ю, але через кілька років він не виставив попереджувальні сигнальні ракети ззаду, коли вантажний потяг зупинився, щоб набрати води, помилково покладаючись на свій слух, що він почує будь-який поїзд, що наближається. Так Рей Кеннеді загинув у потязі, що зупинився.
- Пані Лівері Джонсон: баптистка і член Жіночого християнського союзу тверезості. Дружина власника стайні, звідси і прізвисько, а також президент комітету в оркестрі «Мунстоун». Вона навчилася грати на фортепіано у Гріннеллі, штат Айова.
- Лілі Фішер: молода суперниця Теї в «Мунстоуні» на багатоцерковному різдвяному концерті.
- Аппінг: ювелір, «тренер» драматичного гуртка в Мунстоуні.
- Пан Карсен: місцевий тесля в Мунстоуні.

Минулого літа в Мунстоуні
- Меггі Еванс: дівчина з Мунстоуна, яка помирає за день до того, як Теа повертається з зимівлі в Чикаго. Теа спочатку відмовляється співати на її похоронах, поки мати не переконає її, що це правильно.
- Мігель Рамас: мексиканець з Мунстоуна. У нього є двоє молодих двоюрідних братів, Сільво 18 років і Феліпе 20 років. Вони часто танцюють з Теєю на мексиканському балу.
- Пані Мігель Рамас: мати Мігеля Рамаса.
- Фамос Серренос: муляр.

Чикаго
- Преподобний Ларс Ларсен: друг пана Кронборга в Чикаго, який бере Теа на оплачувані церковні та похоронні співи, а також рекомендує її родині, де вона могла б залишитися.
- Гартлі Еванс: друг доктора Арчі, фахівця з горла в Чикаго, який скеровує їх до Харсані.
- Андор Гарсані: концертний піаніст угорського походження, 32 роки на початку великої кар'єри, вчитель Теа в Чикаго і перший артист, з яким вона познайомилася. Хлопчиком він втік з дому в Угорщині, бо батько надто наполегливо вимагав від нього займатися музикою. Його дружині ще немає тридцяти і вона дуже любить Теа. Подружжя має сина Андора, якому було 6 років, і дочку Таню, якій було 4 роки, коли Теа познайомилася з ними. Вони переїжджають до Нью-Йорка під час другого сезону Теа в Чикаго, щоб Андор міг взяти учнів вчителя музики, який виходить на пенсію, а потім жити у Відні. Він повертається до Нью-Йорка і виступає в Карнегі-голлі. Він вперше бачить Теа на оперній сцені, через багато років після того, як навчав її.
- Пані Лорх: німецька парафіянка в Чикаго, в будинку якої Теа проводить свою першу зиму в Чикаго.
- Пані Ірен Андерсен: овдовіла дочка пані Лорх. Вона співає в товаристві Моцарта в Чикаго. Її чоловік Оскар був шведом, тому вона ходить до шведської церкви.
- Пан Екман: один із квартирантів пані Лорх. Він працює на бійні в Пакінгтауні, яку Теа відвідує разом з ним, бажаючи побачити, куди відправляють усіх тварин, що пройшли через Мунстоун.
- Теодор Томас: диригент Чиказького симфонічного оркестру, з яким Гарсані консультується щодо найкращого вчителя співу в Чикаго для Теа.
- Медісон Баверс: вчитель співу в Чикаго. Він висококваліфікований, але досить неприємна людина.
- Міс Адлер: акомпаніатор Медісон Баверс, «розумна єврейська дівчина з Еванстона, штат Іллінойс».
- Гірам Баверс: батько Баверс, хормейстер у Бостоні.
- Пані Пріст: популярна співачка в Чикаго, яка також бере уроки у Баверса, але її голосу бракує тих якостей, яких Баверс навчає Теа. Вона турбує Теа і розчаровує її низькими загальними знаннями, а також стилем співу. Пані Гарсані радить Теа забути про неї, таку ж пораду дає і Баверс, щоб вона зосередилася на власному голосі.
- Джессі Дарсі: сопрано співачка, яка навчається у Баверса і незабаром поїде в турне, співаючи пісні, яких пані Гарсані навчила Теа під час її першої зими. Теа вважає, що Дарсі не дуже добре співає, про що вона каже пані Гарсані, яка відповідає: «Яка різниця, як співають інші?».
- Пан Філіп Фредерік Оттенбург або Фред Оттенберг: нащадок пивного магната. Він навчався в Гарварді і має особливо привабливу особистість. Він любить оперу і сам любить співати, але не професійно. Він підтримує зв'язок з Теа, розуміючи її етапи розвитку як у розумінні її таланту, так і в побудові кар'єри. Принаймні, за описом тітки Тіллі в Епілозі, він є чоловіком Теа, коли опера гастролює в Канзас-Сіті.
- Натанмайєри: заможна єврейська родина в Чикаго, друзі Оттенбургів і шанувальники музики, яку співає Теа. Вони влаштовують музичні вечірки, на які наймають її для виступів, після того, як Фред їх знайомить.
- Катаріна Фурст Оттенбург: мати Фреда Оттенбурга, з родини пивоварів Сент-Луїса.
- Генрі Білтмер: живе на ранчо Оттенбургів на півночі Арізони.
- Пані Білтмер: дружина Генрі Білтмера. Вона готує їжу для чоловіка, Теа та Оттенбурга після днів, проведених у стародавніх житлах на скелях.
- Дік Брізбен: друг Оттенбурга з Канзас-Сіті, який попросив Фреда познайомитися з його нареченою, коли вона ходила по магазинах за покупками для свого брюликів, — прохання, яке було невдалим з усіх боків.
- Едіт Бірс: дружина Оттенбурга. Невдовзі після одруження живе в Санта-Барбарі, не бажаючи давати Фреду розлучення. Спочатку вона була заручена з Діком Брізбеном. Трохи пізніше вона живе в божевільні, все ще прив'язуючи Фреда до себе через закони, що захищають її. Її сім'я є власником великої пивоварні в Канзас-Сіті.
- Альфонс: візник Оттенбурга та Едіт у Нью-Йорку під час їхнього короткого залицяння роками раніше.

Денвер
- Капітан Гарріс: друг і фінансист, який позичає доктору Арчі готівку в Денвері, щоб той, у свою чергу, міг принести готівку Теї в Нью-Йорк.
- Томас Берк: помічник доктора Арчі в Денвері, на шахті Сан-Феліпе.
- Джаспер Флайт: нестримний старатель, який ніколи не знаходить срібло, але доктор Арчі дасть йому ще одну частку.
- Пінкі Олден: губернатор, обрання якого допоміг доктору Арчі.
- Тай: японський слуга доктора Арчі в Денвері.
- Тереза: покоївка Теа.

Місто Нью-Йорк
- Містер Олівер Лендрі: акомпаніатор і співак. Він виріс поблизу Кос-Коба, пізніше успадкував дім від своєї тітки в Нью-Йорку та допомагає Теа під час перебування в Німеччині та Нью-Йорку. Він є сполучною ланкою з Фредом, повідомляючи йому, які ролі виконуватиме Теа.
- Пані Неккер: успішна оперна співачка.
- Нордквіст: співачка Теа ледь не взяла з ним шлюб у Європі, згадана в дискусії між Теа та Фредом у Нью-Йорку.

## Алюзії до інших творів
- Література: Ніколаус Ленау («Дон Жуан»), поезія лорда Байрона («Мій рідний край, на добраніч», «Афінська діва», «Лувся гуляння», «Чайльд Гарольдова мандрівка»), Вергілій — Овідій, Оноре де Бальзак («Видатний провінціал у Парижі» [Un grand homme de province à Paris]), Самюел Тейлор Колрідж («Поема про старого моряка»), Г'ю Реджинальд Гавейс, Олівер Венделл Голмс-старший, Вальтер Скотт («Романи Веверлі»), Вашингтон Ірвінг, Томас Пейн, The Age of Reason, Роберт Бернс, Вільям Каллен Брайант, Танатопсис, Ганс Крістіан Андерсен («Снігова королева»), Вільям Шекспір, Гамлет, і Жюль Верн.
- Музика та виконавське мистецтво: Фей Темплтон, Карл Черні, Єнні Лінд, Клаудія Муціо, Клементі, Карл Райнеке, Меггі Мітчелл,Йоганн Штраус II («Блакитний Дунай»), Людвіг ван Бетховен, Фредерик Шопен, Йоганн Себастьян Бах, Роберт Шуман, Йоганн Непомук Гуммель, Антонін Дворжак, Генрієтта Зонтаг, Клара Морріс, Гелена Моджеєвська, Шарля Гуно («Аве Марія»), Гаетано Доніцетті (секстет «Лючія ді Ламмермур»), Джон Філіп Соуза, Густав Малер, Ріхарда Вагнера «Тангейзер» та «Перстень Нібелунга»), Ігнацій Ян Падеревський; Крістоф Віллібальд Глюк («Орфей і Еврідіка»).
- Біблія: Вавилонська вежа, Ноїв ковчег, Єфтах, Різпа, «Плач Давида за Авесаломом» і Марія Магдалина.
- Образотворче мистецтво: Жан-Батіст-Каміль Коро, Барбізонська школа, Вмираючий Галл, Венера Мілоська, Жан-Леон Жером, Анрі Руссо, Едуард Мане, Андерс Цорн і картина, яка надихнула назву книги, «Пісня жайворонка» Жуля Бретона, частина колекції Чиказького інституту мистецтв.[2]
- Місця виступу: Музичний зал Вебера та Філдса.

## Натяки на історію та реальні місця
- Згадуються такі історичні постаті, як Наполеон III, Джордж Вашингтон, Вільям Х Прескотт, Роберт Г. Інгерсолл, Юлій Цезар і Катон Молодший.
- Кажуть, що батьки Ларса Ларсена переїхали зі Швеції до Канзасу завдяки Закону про гомстед.
- Фред Оттенберг розмовляє з Густавом Малером після того, як той диригує оперою, в якій Теа виконує партію однієї з Рейнських дів.
- Хоча Мунстоун — це вигадане маленьке містечко в кінці залізничної лінії в Колорадо, більшість інших міст і містечок реальні, як-от Денвер, Чикаго у швидкому зростанні 1890-х років, Еванстон, штат Іллінойс, передмістя Чикаго, і Дрезден у Німеччині. Гірська та зазвичай посушлива земля в Колорадо, де народилася Теа, і місця, які вона відвідує з Реєм, є справжніми місцями. У Чикаго Теа часто відвідує Чиказький художній інститут, який був значним музеєм у той час, коли вона там жила; його першою колекцією в 1879 році були гіпсові зліпки відомих скульптур.[3] Нова будівля з левами навпроти була побудована в 1893 році під час Всесвітньої Колумбійської виставки, до того часу колекції картин значно розширилися.[4][5] Печери стародавніх народів, анасазі, які передували племенам пуебло в північній Арізоні, живуть у будинках на схилі в каньйонах, де шматки їхніх горщиків і наконечників стріл знаходяться в ґрунті, де вона залишалася на літо, є справжніми місцями. Вершини Сан-Франциско, які вона вважає головним орієнтиром, є священними для народу навахо. Теа згадує Каньйон де Челлі, тепер Національний пам'ятник Каньйон де Челлі, який розташований на півночі Арізони.

## Літературне значення і критика
- На створення роману надихнула історія сопрано Олів Фремстад.[6]
- Крістофер Нілон стверджував, що Теа більше хлопчик, ніж дівчинка.[7] В епізоді «Каньйон Пантери» він пов'язує її стосунки з Фредом з теорією гомосоціальності Єви Кософскі Седжвік.[7]
- Цей роман є одним із перших романів про повстання, термін, введений Карлом Ван Дореном у його статті в The Nation під назвою «Повстання з села». Це стиль письма, який відвертає увагу від сільського життя як ідилічного та зосереджується на більш реальному погляді на сільську місцевість, який має консервативну, гегемоністську та місцеву спрямованість, використовує троп пліток як валюту та структуру влади, яка є складнішою, ніж те, що було очевидно в опублікованих творах попередніх письменників-ідилій із маленького містечка. Автори «Повстання з села» писали з 1915 року до початку 1930-х років і включали Едгара Лі Мастерса («Антологія річки Спун», 1915), Вілла Катер («Пісня жайворонка», 1915), Шервуд Андерсон («Вайнсбург, штат Огайо», 1919), Сінклер Льюїс («Мейн-стріт», 1920) та Мері Гантер Остін ("Жінка генія, 1921).[8]

## Адаптації
Роман був адаптований для телебачення в рамках 30 сезону «Театру шедеврів», який вийшов в ефір 11 травня 2001 року.